# Matome Ugaki
Matome Ugaki (宇垣 纏?, Ugaki Matome; Prefettura di Okayama, 15 febbraio 1890 – Isola di Okinawa, 15 agosto 1945) è stato un ammiraglio giapponese, attivo durante la seconda guerra mondiale.
Si arruolò nella Marina imperiale giapponese nel 1912 e tra 1918-1919 si specializzò alla Scuola di artiglieria; all'inizio degli anni venti fece esperienza come ufficiale d'artiglieria a bordo di naviglio leggero e dell'incrociatore da battaglia Kongo, quindi tra 1922 e 1924 fu allievo al Collegio navale, dove ebbe modo di distinguersi e ricevette la nomina a capitano di corvetta: tra la fine del 1925 e il novembre 1929 lavorò allo stato maggiore generale della marina, quindi fu ufficiale di collegamento in Germania fino al novembre 1930. Tornato in Giappone lavorò in diversi stati maggiori, approfondendo le proprie competenze in merito e facendosi riconoscere come ufficiale di notevole intelligenza, distaccato con i subordinati; capitano di vascello alla fine del 1932, fu membro dello stato maggiore della Flotta Combinata tra 1935 e 1936, quindi gli fu affidato il primo comando (l'incrociatore corazzato Yakumo); nel 1938 fu promosso contrammiraglio e fino al 1941 diresse una sezione dipendente dal Gran Quartier Generale imperiale. Dal 16 agosto 1941 fu capo di stato maggiore dell'ammiraglio Isoroku Yamamoto, comandante della Flotta Combinata.
Questa posizione lo portò a contribuire ai piani d'espansione per l'Oceano Pacifico nonché alla stesura delle successive operazioni una volta iniziata la guerra contro gli Alleati. Pessimista per natura e reso ancor più cupo dalla perdita della consorte, Ugaki non credette mai che l'Impero giapponese potesse vincere gli Stati Uniti. Dopo la morte dell'ammiraglio Yamamoto nell'aprile 1943, lasciò il posto di capo di stato maggiore e per diverso tempo prestò servizio allo stato maggiore, ottenendo inoltre la promozione a viceammiraglio. All'inizio del 1944 fu scelto per comandare la 1ª Divisione corazzate, comprendente anche la grande Yamato: condusse la formazione nelle battaglie del mare delle Filippine (giugno) e del Golfo di Leyte (ottobre). Nel febbraio 1945 fu trasferito al comando della 5ª Flotta aerea e si occupò di estendere sistematicamente la tattica degli attacchi kamikaze, che caratterizzarono la disperata battaglia di Okinawa (aprile-giugno). Al momento della resa del Giappone il 15 agosto, Ugaki s'impossessò di un aereo per schiantarsi su una nave statunitense, non volendo sopravvivere alla fine dell'Impero nipponico; tuttavia fu abbattuto nei cieli di Okinawa prima che potesse realizzare l'ultimo attacco kamikaze della guerra.

## Biografia

### Carriera iniziale
Matome Ugaki nacque il 15 febbraio 1890 nella prefettura di Okayama. S'iscrisse all'Accademia navale di Etajima, 40ª classe, e ne uscì il 17 luglio 1912 con la qualifica di aspirante guardiamarina (nono su 144 allievi) venendo assegnato all'incrociatore corazzato Adzuma e poi all'incrociatore protetto Hirado dal 1º maggio 1913; guardiamarina dal 1º dicembre di quell'anno, fu trasferito all'incrociatore da battaglia Ibuki il 27 maggio 1914, completando il primo ciclo di servizio in mare. Il 13 dicembre 1915 fu promosso sottotenente di vascello e inviato al Corso base della Scuola d'artiglieria navale, seguito dal 1º giugno 1916 dal Corso base alla Scuola siluristi: completati gli studi, fu destinato all'incrociatore da battaglia Kongo il 1º dicembre 1916. Il giovane Ugaki passò a bordo dell'incrociatore corazzato Iwate il 10 settembre 1917. Il 3 agosto 1918 fu assegnato a un'unità leggera, il cacciatorpediniere di scorta Nara, e il 1º dicembre, divenuto tenente di vascello, iniziò a frequentare il Corso avanzato alla Scuola d'artiglieria che lo tenne impegnato un anno. Il 1º dicembre 1919 fu imbarcato sul cacciatorpediniere Minekaze come capo cannoniere e ufficiale addetto alla cura/manutenzione dell'armamento.

### Gli anni venti e trenta
Il 29 maggio 1920 Ugaki cedette la carica di ufficiale addetto all'armamento e continuò a servire sul Minekaze sino al 1º dicembre 1921, quando passò con la medesima funzione sull'incrociatore da battaglia Kongo, sul quale rimase un anno. Tornato a terra, il 1º dicembre 1922 iniziò la frequentazione del Corso A al Collegio navale, 22ª classe, senza prima attendere al Corso B preparatorio: gli studi lo tennero impegnato due anni, al termine dei quali ottenne la promozione a capitano di corvetta e l'assegnazione all'incrociatore leggero Oi come capo cannoniere. Il 1º dicembre 1925 fu trasferito al personale dello stato maggiore generale della marina, nel quale lavorò per poco meno di anni, guadagnando una preziosa esperienza; il 15 novembre 1928 partì per un viaggio in Europa, risiedendo nella Repubblica di Weimar come ufficiale di collegamento: da poco giunto in Germania, il 10 dicembre 1929 gli fu notificata l'avvenuta nomina a capitano di fregata.

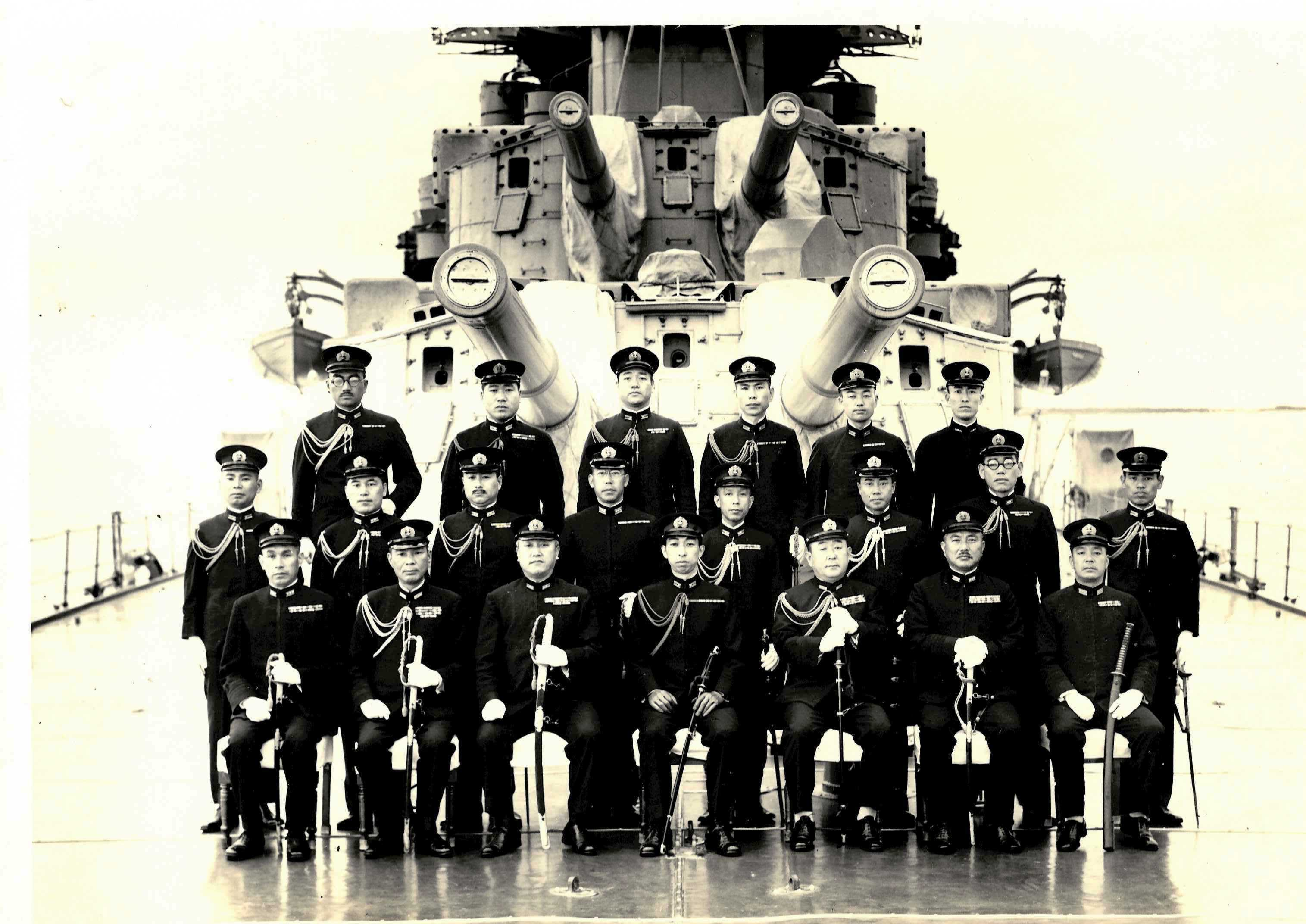
Ufficiali della Marina imperiale giapponese posano sul ponte di una nave da battaglia: si notano, nella prima fila, il capitano di vascello Ugaki (secondo da sinistra), il viceammiraglio Nobutake Kondō (terzo da sinistra) ed il contrammiraglio Tamon Yamaguchi (quinto da sinistra)

Ugaki ricevette l'ordine di rientro il 1º novembre 1930: in patria fu integrato nello stato maggiore della 5ª Divisione incrociatori (Myoko, Haguro, Nachi, Ashigara) quindi l'anno successivo passò a quello della 2ª Flotta. Il 15 novembre 1932, viste le sue competenze, fu nominato istruttore sia al Collegio navale, sia al Collegio militare; il 1º dicembre, inoltre, fu portato al grado di capitano di vascello. Il 30 novembre 1935 fu riassegnato allo stato maggiore della Flotta Combinata e, al contempo, anche a quello della 1ª Flotta: questo doppio incarico durò un anno circa. Il 1º dicembre 1936 gli fu affidato per la prima volta il comando di una nave da guerra, il vecchio incrociatore corazzato Yakumo, e il 1º dicembre 1937 assunse il comando della nave da battaglia rimodernata Hyuga. Con la promozione a contrammiraglio il 15 novembre 1938, fu brevemente assegnato allo stato maggiore generale come attendente prima di essere nominato Capo dell'Ufficio N1, dipendente da questi (15 dicembre 1938); al contempo ebbe un incarico presso la Sezione della marina al Gran Quartier Generale imperiale, l'organo direttivo supremo delle forze armate giapponesi. In questo periodo divenne noto per l'atteggiamento severo e impassibile che manteneva soprattutto con i propri sottoposti, i quali prendendo spunto da un eroe dei fumetti dell'epoca gli affibbiarono il soprannome "La maschera d'oro": uomo più alto della media giapponese, intelligente ed eccellente oratore, ufficiale di vasta competenza, Ugaki era anche un grande bevitore quando si trovava in porto e queste erano le rare occasioni in cui si apriva con i colleghi. La sua figura era peraltro caratterizzata da un persistente pessimismo e, nei periodi di forte pressione, soffriva di dolorosi disturbi alle gengive.

### La seconda guerra mondiale

#### 1939 - 1944

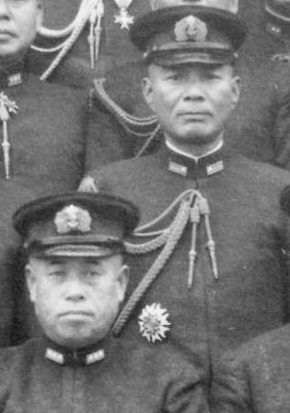
I vertici della Flotta combinata tra 1941 e 1943: il contrammiraglio Ugaki (secondo piano) e l'ammiraglio Yamamoto (primo piano)

Il contrammiraglio Ugaki mantenne il doppio ruolo di direttore dell'Ufficio N1 e membro del Gran Quartier Generale per diversi anni e solo il 10 aprile 1941 ottenne nuovamente un incarico in mare nella veste di comandante dell'8ª Divisione incrociatori; quattro mesi più tardi, però, fu scelto quale nuovo capo di stato maggiore della Flotta Combinata (precisamente il 16 agosto), comandata dall'ammiraglio Isoroku Yamamoto. Come capo di stato maggiore di Yamamoto, ufficialmente appariva tra i maggiori proponenti del piano per attaccare Pearl Harbor; in realtà era contrario a una guerra contro gli Stati Uniti e ritenne la stipula del Patto tripartito, l'alleanza dell'Impero giapponese con la Germania nazista e l'Italia fascista, un madornale errore. Impegnato nella stesura definitiva dei piani d'espansione nell'Oceano Pacifico, alcuni mesi prima dell'ingresso del Giappone nella seconda guerra mondiale Ugaki fu colpito dalla perdita di sua moglie, un evento dal quale non si riprese mai del tutto. Logorato anche dalle responsabilità militari, cercò sempre più spesso consolazione nella filosofia del buddhismo e gradatamente divenne ossessionato dall'idea di trovare un modo degno e un posto giusto per morire. I suoi diari, rinvenuti dopo la guerra, restituiscono il ritratto di una persona divisa tra il senso del dovere e le personali opinioni circa il conflitto, resa fragile dal dolore privato e molto ansiosa.
La guerra ebbe un inizio folgorante per il Giappone e furono conquistate vaste distese, ma la sconfitta a Midway (4-6 giugno) ne frenò l'avanzata; quindi l'estenuante campagna di Guadalcanal sancì il passaggio dell'iniziativa militare in mano statunitense. In questo periodo (agosto-dicembre 1942) Ugaki fu tra i primi e pochi ufficiali a rendersi conto che la battaglia per Guadalcanal era persa in partenza, ma non sollecitò subito l'immediato abbandono dell'isola nel timore di provocare problemi con i vertici dell'Esercito imperiale, al contrario deciso a riconquistarla. Promosso viceammiraglio il 1º novembre 1942, continuò a servire come capo di stato maggiore l'ammiraglio Yamamoto fino alla morte di questi il 18 aprile 1943, avvenuta durante un volo d'ispezione nelle isole Salomone centrali: anche il velivolo che trasportava Ugaki fu abbattuto ed egli sopravvisse quasi illeso, uscendo appena in tempo dall'aereo che stava affondando. Rimpatriato e ripresosi, dal 22 maggio Ugaki passò un periodo presso lo stato maggiore generale quale attendente e il 25 febbraio 1944 fu messo a capo della 1ª Divisione corazzate, composta dalla Musashi (nave ammiraglia), dalla Yamato e dalla Nagato: con questa formazione Ugaki partecipò alla battaglia del Mare delle Filippine (19-20 giugno 1944) sotto il comando supremo del viceammiraglio Jisaburō Ozawa e poi alla battaglia del Golfo di Leyte, alle dipendenze della 2ª Flotta del viceammiraglio Takeo Kurita, durante la quale la Musashi fu affondata da intensi attacchi aerei. Egli sopravvisse alla distruzione dell'ammiraglia e trasbordò sulla Yamato, con la quale partecipò al caotico combattimento dinanzi all'Isola di Samar; nonostante la grande potenza di fuoco di cui disponeva, Ugaki fu disturbato da piccoli ma continui attacchi aerei e i grossi calibri delle corazzate non misero a segno quasi nessun colpo. Nel pomeriggio la flotta di Kurita, dopo alcune manovre, optò per una ritirata finale.

#### 1945
In seguito alla disfatta nelle Filippine, Ugaki fu sollevato dal comando della divisione e riassegnato attendente allo stato maggiore generale dal 15 novembre. Il 10 febbraio 1945 fu nominato comandante in capo della 5ª Flotta aerea: essa era responsabile, assieme ad altre formazioni, della difesa del territorio metropolitano, compresi gli arcipelaghi delle Ogasawara e delle Ryūkyū. Nel quadro della difesa ultima di questi lembi di terra, Ugaki fu incaricato di organizzare ed estendere i disperati attacchi kamikaze per fermare l'avanzata americana, introdotti come tattica ufficiale alla fine dell'ottobre 1944, durante la battaglia del Golfo di Leyte, dal viceammiraglio Takijirō Ōnishi. Partendo dal presupposto di risparmiare gli aerei e i piloti migliori per la difesa finale del Giappone, Ugaki radunò i velivoli più disparati, obsoleti o di seconda linea, che affidò a migliaia di giovani reclute con un addestramento minimo ma animate da grande senso del dovere ed entusiasmo, che sarebbero state protette e condotte sul bersaglio dai veterani. Con l'inizio della battaglia di Okinawa il 1º aprile, Ugaki dette avvio all'offensiva aerea continuativa di attacchi kamikaze, l'operazione Kikusui: il primo si verificò il 6 aprile con lo schieramento di 355 apparecchi che inflissero danni gravi a due portaerei e affondarono due cacciatorpediniere. Le incursioni kamikaze durante la battaglia di Okinawa furono quotidiane, condotte da alcune centinaia di aerei alla volta, e distrussero o danneggiarono gravemente numerose unità statunitensi; inoltre, a partire dall'attacco avvenuto nella notte del 24 maggio, cominciarono a essere inoltrati ordini che imponevano a tutti i reparti aerei attacchi di tipo kamikaze. Dall'inizio di giugno Ugaki, preoccupato dalle perdite elevate, sospese le grandi incursioni e inviò piccoli gruppi di aerei più volte al giorno, operando un logorio psicologico tra gli equipaggi americani. Tuttavia la difesa opposta dalle truppe giapponesi si stava esaurendo e il 21 giugno, dopo gli ultimi scontri di grande violenza, la battaglia ebbe termine con la vittoria statunitense.

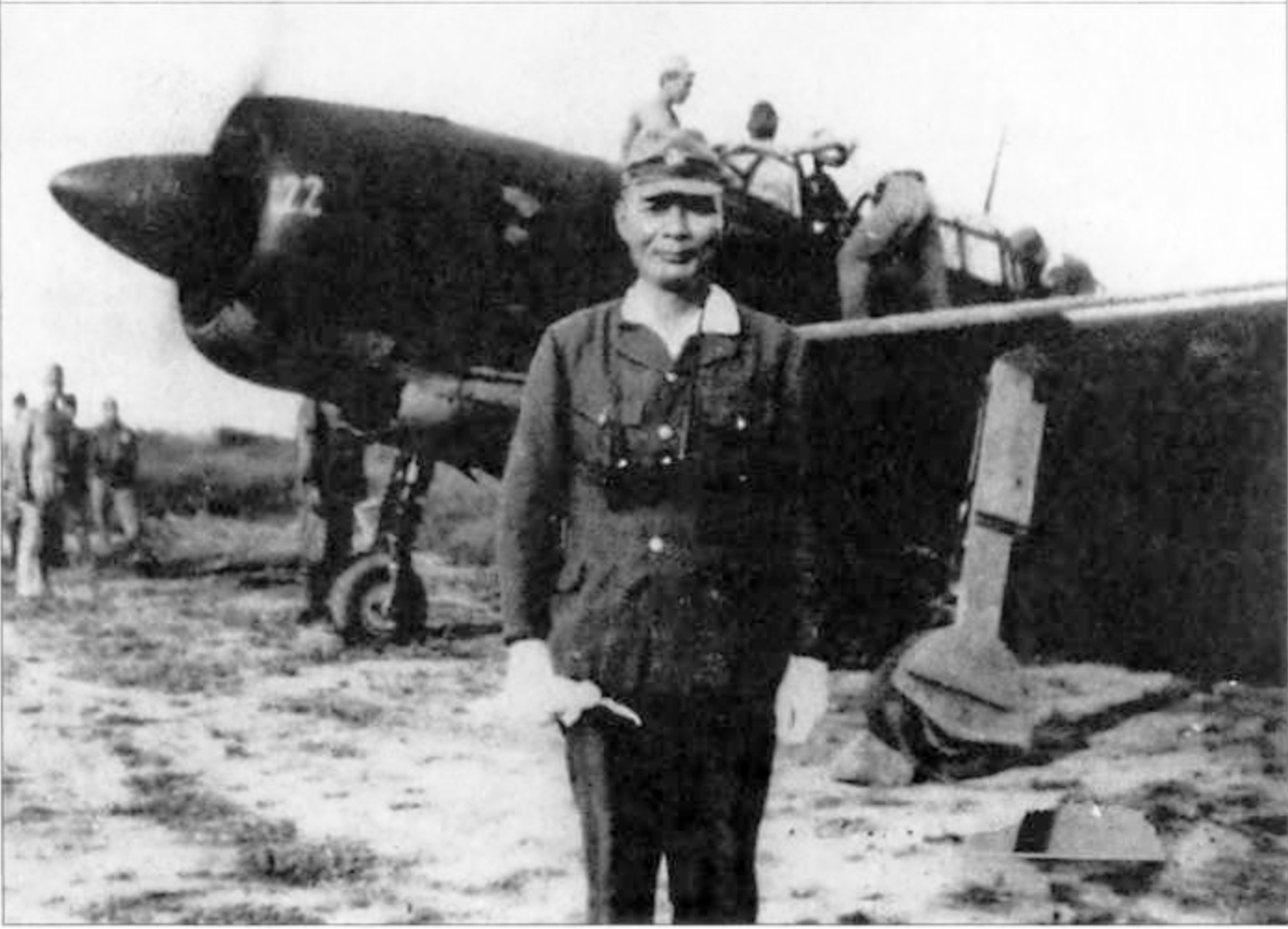
Matome Ugaki posa prima dell'ultima missione suicida, il 15 agosto 1945

### La morte
Il 15 agosto 1945 l'Impero giapponese si arrese agli Alleati: la resa fu diffusa via radio dall'imperatore Hirohito e il viceammiraglio Ugaki ne fu annientato, tanto che pianse. Raggiunse quindi un aeroporto, si tolse decorazioni, gradi e mostrine dall'uniforme e decollò a bordo di un bombardiere in picchiata Yokosuka D4Y, seguito da nove altri piloti; il viceammiraglio Takatsugu Jōjima, suo amico, lo aveva pregato di cambiare idea in nome delle responsabilità come comandante della 5ª Flotta aerea, sebbene condividesse i sentimenti che lo muovevano, ma non fu capace di farlo desistere dal suo estremo proposito. Alle 19:30 circa, mentre era in volo, Ugaki trasmise un ultimo messaggio:
Ugaki non raggiunse alcuna nave statunitense, perché egli e gli altri piloti furono abbattuti vicino l'isoletta di Iheyajima, non lontana da Okinawa. Il mattino successivo il relitto di uno dei velivoli (forse quello di Ugaki) fu rinvenuto sulle spiagge di Iheyajima da una pattuglia statunitense, che seppellì sul posto i corpi degli occupanti.